# Зоевка (Хабаровский край)
Зо́евка — село в районе имени Лазо Хабаровского края России. Входит в состав Кругликовского сельского поселения.

## География
Село Зоевка стоит на федеральной автотрассе «Уссури».
Расстояние до краевого центра города Хабаровск (на север) около 35 км, расстояние до районного центра посёлка Переяславка (на юг) около 12 км.
Административный центр Кругликовского сельского поселения село Кругликово находится в 6 км к северу.

## Население
| 2002 | 2010 | 2011 | 2012 | 2021 |
| ---- | ---- | ---- | ---- | ---- |
| 172  | ↗180 | →180 | ↘178 | ↘151 |

## Улицы
- ул. Ветеранов,
- ул. Сентябрьская,
- ул. Совхозная.

## Экономика
- Жители занимаются сельским хозяйством. Действовал в советское время совхоз.
- В окрестностях села Зоевка находятся садоводческие общества хабаровчан.

## Транспорт
В 3 км южнее села находится остановочный пункт Зоевка Дальневосточной железной дороги.